# Macrodontopteryx oweni
Macrodontopteryx oweni — викопний вид морських птахів вимерлої родини костезубих (Pelagornithidae), що існував у ранньому еоцені (50 млн років тому). Рештки птаха знайдені у відкладеннях формації Лондон Клей в Англії. Відомий з решток неповного черепа, в якому відсутня більша частина дзьоба. За розрахунками, череп з дзьобом сягав 30-35 см завдовжки, а розмах крил становив 4 м.